# یاران (فیلم ۱۹۵۶)
یاران (انگلیسی: Pardners) یک فیلم در ژانر کمدی و وسترن به کارگردانی نورمن تاروگ است که در سال ۱۹۵۶ منتشر شد.

## بازیگران
- دین مارتین
- جری لوئیس
- لوری نلسون
- اگنس مورهد
- لان چینی جونیور
- لی وان کلیف
- جک ایلام
- گوین گوردن
- جف مورو
- مت مور
- اموری پارنل
- ویلیام فارست
- هنک من